# Сор-Черкалово
Сор-Черка́лово (Истокский сор, Истоминский сор) — мелководный залив-сор на восточном побережье Байкала, в Кабанском районе Бурятии.

## География
Сор находится непосредственно к юго-западу от дельты реки Селенги, крупнейшего притока Байкала.
Длина сора с юга на север — 12 км, максимальная ширина — 5,2 км, площадь — около 50—60 км². С запада залив отделён от Байкала тремя узкими песчаными косами островов Карга-Бабья. Общая длина кос — около 10 км, ширина — до 250 метров. Проливы между островами носят названия Большая и Малая прорвы. Южная коса отделена от материка проливом Прорва. В южной части сора находится низкий заболоченный остров Чаячий длиной до 3 км.
В соре обитает множество животных и растений, также здесь размножается байкальский омуль.
Сором в Прибайкалье называется закрытый песчаной косой мелководный залив. Летом вода здесь прогревается до +20-22 °C и вполне комфортна для купания. Вода в соре менее прозрачна, дно, как правило, покрыто водорослями. Поэтому именно здесь жируют «со́ровые» рыбы: плотва, карась, окунь и щука. Таких заливов на Байкале несколько. От других соров Сор-Черкалово отличается большей изолированностью (за исключением озера Арангатуй) и влиянием вод юго-западных проток дельты Селенги.
Вдоль юго-восточного берега Сора-Черкалово проходит республиканская автодорога 03К-040 Береговая — Кабанск — Посольское, на которой расположены сёла Исток и Истомино, а также рекреационная местность «Лемасово».

## Туризм
Рекреационная местность «Лемасово».